# ميهايل ماجارو
ميهايل ماجارو (بالرومانية: Mihail Majearu) (مواليد 15 يوليو 1960) هو لاعب كرة قدم روماني سابق لعب لعديد من الأندية الرومانية بالإضافة لنادي باناخيكي اليوناني ، وفاز بكأس أوروبا 1985–86 مع نادي ستيوا بوخارست الروماني رغم إضاعته لأول ركلة جزاء.
وفي 25 مارس 2008 منحه الرئيس الروماني ترايان باسيسكو وسام الاستحقاق الرياضي من الدرجة الثانية ؛ لدوره في الفوز بكأس أوروبا 1985–86 ، وهو حاليًا مدرب لفريق الناشئين بنادي ستيوا بوخارست.

## الألقاب والإنجازات

### ستيوا بوخارست
- دوري الدرجة الأولى الروماني: 1984–1985 ، 1985–1986 ، 1986–1987 ، 1987–1988
- كأس رومانيا: 1984–1985 ، 1986–1987 ، 1987–1988
- كأس أوروبا: كأس أوروبا 1985–1986
- كأس السوبر الأوروبي: 1986

### غلوريا بيستريتسا
- كأس رومانيا: 1993–1994

## روابط خارجية
- ميهايل ماجارو على موقع الاتحاد الأوربي (الإنجليزية)
- ميهايل ماجارو على موقع قاعدة بيانات كرة القدم.إي يو (الإنجليزية)
- ميهايل ماجارو على موقع ناشيونال فوتبول تيمز (الإنجليزية)
- ميهايل ماجارو على موقع عالم كرة القدم.نت (الإنجليزية)